# Ballastspoor
Ballast spoor is een traditionele opbouw van een spoorlichaam. Het lichaam bestaat uit een zandbed met daarop ballastmateriaal, hetgeen meestal bestaat uit steenslag van een grove gradatie. Door deze steenslag worden de (betonnen of houten) bielzen ondersteund en op hun plaats gehouden.

## Werking
Wanneer een trein passeert dragen de spoorstaven via speciale klemmen de krachten over op de bielzen. De bielzen moeten de kracht overdragen op de ondergrond via het ballastbed.
Het ballastbed bestaat bij voorkeur uit steenslag met een gradering van 30/60 millimeter voor hoofdspoorwegen. Andere toegepaste materialen zijn grind en gebroken grind. Het belangrijkste voordeel van steenslag boven (gebroken) grind is de grotere haakweerstand van steenslag. Hierdoor neemt de schuifweerstand van het ballastbed toe, waardoor het beter in staat is om de horizontale belastingen op de spoorstaven op te vangen. Een voldoende grote schuifweerstand is met name in geval van voegloos spoor van belang om op warme zomerse dagen de grote temperatuurkrachten in de spoorstaven onder controle te houden en zo
spoorspatting te voorkomen.
Het verschil in haakweerstand tussen grind en steenslag kan als volgt worden verklaard. Grind is onderhevig aan erosie, waardoor het een vrij ronde vorm heeft. Steenslag wordt gebroken en heeft daardoor een hoekige vorm.